# Gedenkhain in Ryvangen

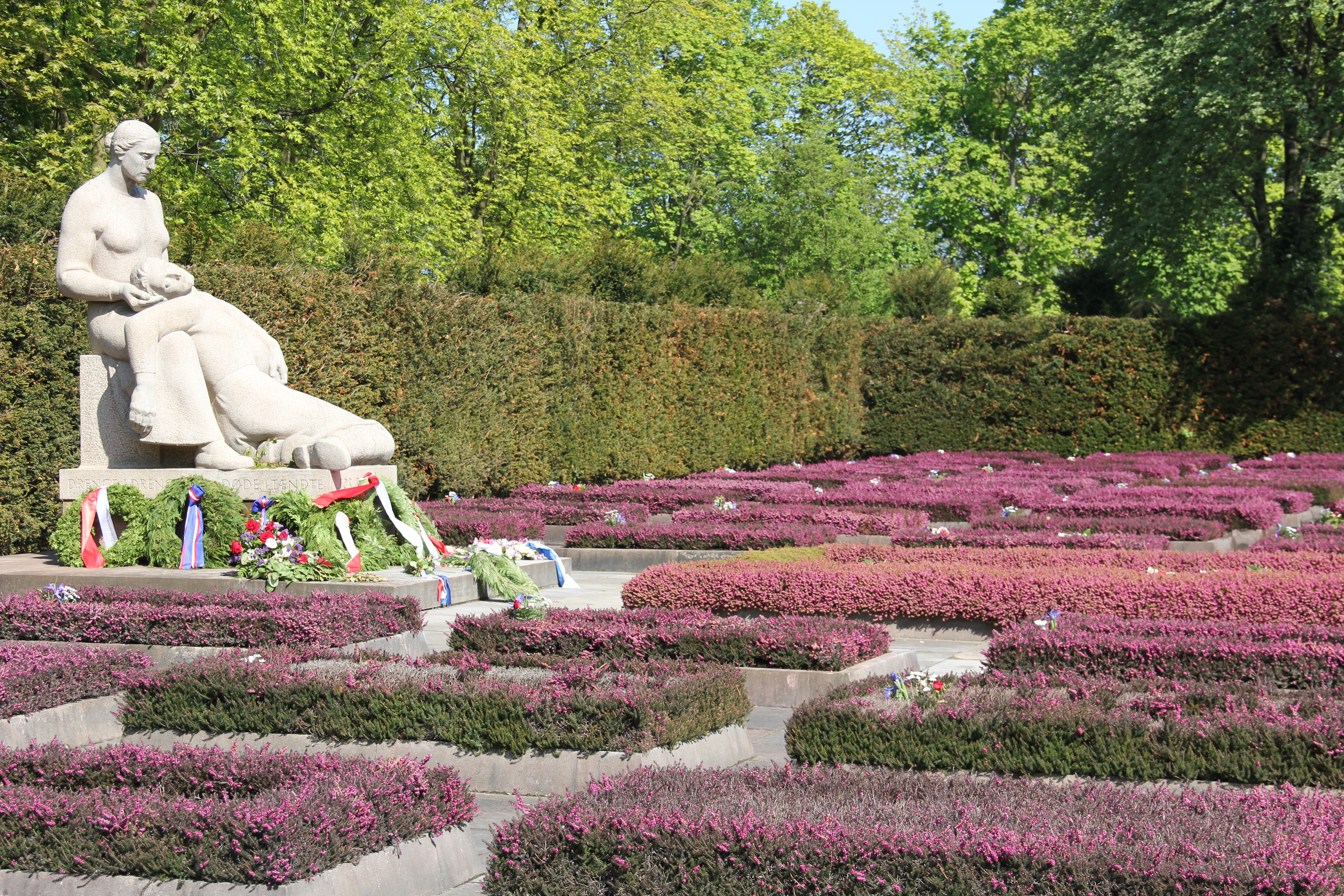
Gräberfeld

Der Gedenkhain in Ryvangen  (dän. Mindelunden i Ryvangen) liegt in Hellerup bei Kopenhagen und ist eine nationale Gedenkstätte zu Ehren der dänischen Opfer der deutschen Besetzung Dänemarks während des Zweiten Weltkrieges. Er wurde am 5. Mai 1950 eingeweiht.

## Hinrichtungsstätte

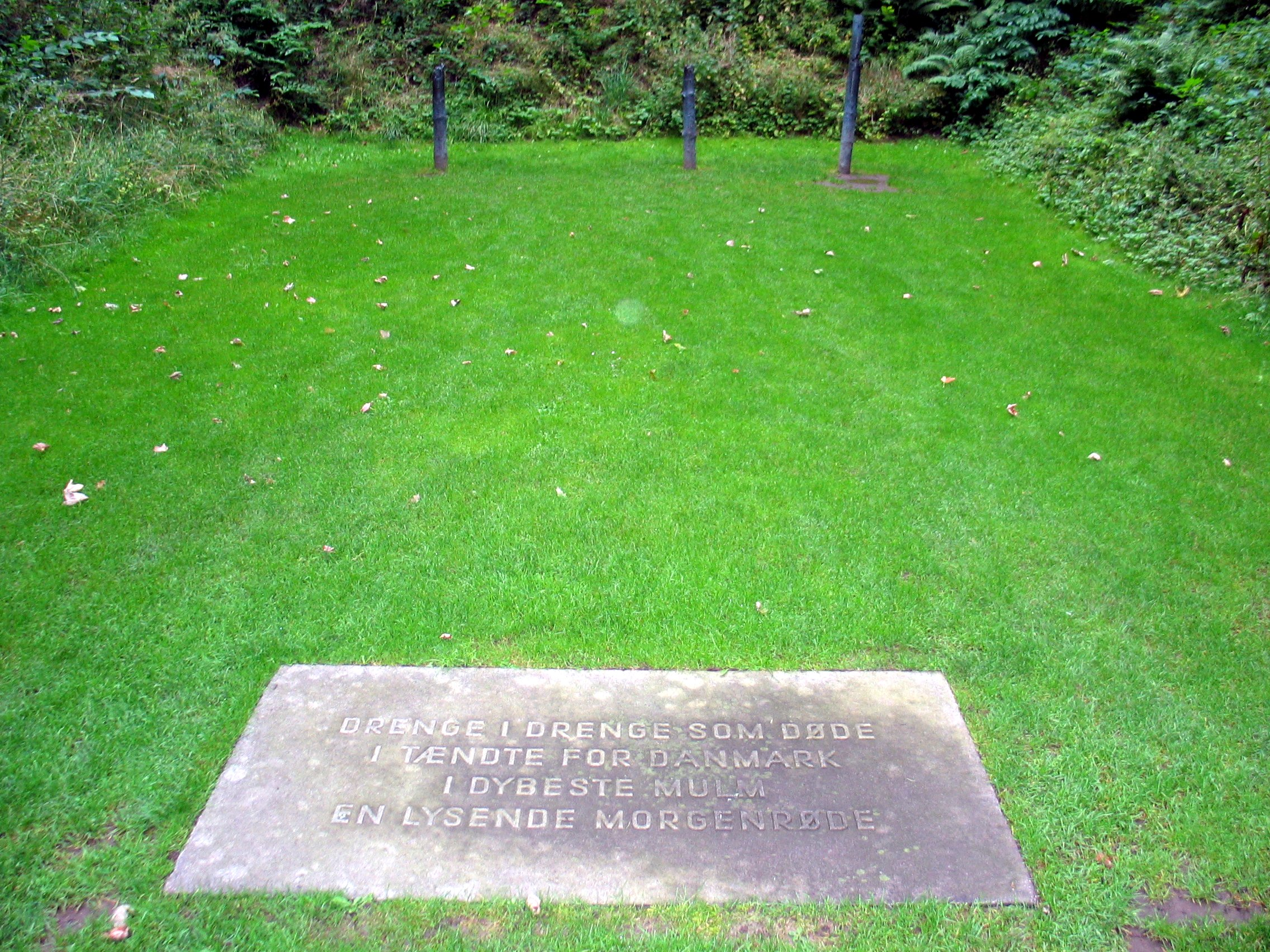
Exekutionsplatz

In Ryvangen befand sich die Svanemølle-Kaserne mit Übungsplatz der dänischen Armee. Nachdem die dänischen Streitkräfte am 29. August 1943 von der Wehrmacht im Zuge der Operation Safari entwaffnet worden waren, nutzte die deutsche Besatzungsmacht die Kaserne. Die Sicherheitspolizei nutzte einen Teil des Schießplatzes für die Hinrichtung von 95 Widerstandskämpfern.

## Gedenkstätte
Da an anderen Orten der Stadt ermordete und aus unbekannten Gründen ums Leben gekommene Menschen ebenfalls dorthin gebracht worden waren, wurden dort nach dem Krieg die Überreste von 202 verscharrten Menschen gefunden. Diese wurden identifiziert und erhielten ein Ehrenbegräbnis im Beisein von König Christian X. Am 5. Mai 1950, dem fünften Jahrestag der Befreiung Dänemarks, wurde der Gedenkhain in Ryvangen offiziell eingeweiht und für die Öffentlichkeit zugänglich gemacht.